# Камиј Писаро
Камиј Писаро (фр. Camille Pissarro; Шарлота Амалија, 10. јул 1830 — Париз, 13. новембар 1903) је био француски импресиониста. Рођен на Антилима, један је од учесника прве изложбе импресиониста у Паризу 1874. У касној фази определио се за поентилизам Сераа и Сињака.

## Живот и дело

### Детињство
Камиј Писаро родио се 1830. године на острву у Карипском мору. Његова породица је имала једну галантеријску продавницу и живела је на горњем спрату у пространом апартману са погледом на главну улицу. У малом пристанишном граду Шарлоте Амелије било је јако узбудљиво и ту су долазили бродови који су доносили робу. Град је имао статус „слободног пристаништа“ и у њега су улазили бродови који су саобраћали и превозили робу измађу Америке, Европе и Африке. Са својом породицом Камиј је говорио француски док је са домородачким црначким становништвом говорио шпански или енглески.

### Школа у париском интернату и почетак уметности
Са дванаест година родитељи су га послали у интернатску школу у Париз. Директор школе је запазио таленат младог Камија и саветовао му је да у тропским крајевима где је живео слика палме и Камиј када је отишао кући послушао је његов савет. Тако он када се 1874. године вратио кући на острво све своје слободно време користи за сликање не сам палми већ и другог егзотичног биља као и догађаја из живота око њега. Свугде са собом носи свој блок за скицирање и у овим цртежима налазимо његову нарав искреног и једноставног посматрача. У пристаништу слика бродове који долазе и живот око њих. Како није нашао на разумевање код својих родитеља за свој интерес он одлучује да побегне од куће.

### Бег од куће и пут за Венецију
Камиј је са своје 23 године осетио први пут сласт слободе коју је неочекивано стекао. Он прави све време скице, слика акварелом, прави цртеже у оловци и тушу и своја дела потписује на шпанском језику са Pizzarro.
1852. године су се његови родитељи помирили са његовим амбицијама, он се враћа кући да би отпутовао на студије уметности у Париз.

### Студије у Паризу
На предавањима академских учитеља Писаро није налазио инспирацију и интересовао се за уметничке правце који нису били примани од стране широке јавности. У њиховим делима је почео да налази сличности са својим убеђењима и начином посматрања. Он је сваку страну предлошка верно бележио и интересовао се за светло и светлосне услове и схватао га је као неодељив део предмета који осветљава.

### Тврда критика
Већина стручњака није разумевала значај овог доба и промена која су ова дела делила и раздвајала од класике- заступници ове „старе школе“ сликарства и сликарских техника су нови начин сликања сматрали грешкама од стране сликара.
Налажење властитог стила је за младог сликара било јако сложено. Нагла промена је настала када је сусрео Клода Монеа и Пола Сезана и захваљујући њима налази многа познанства која су у његово дело унели нове подстицаје и нови изглед.

### Писаров највећи обожаватељ
Неколико година пошто је Камиј дошао у Париз, његови родитељи су оставили радњу на управљање управнику и настанили се у Паризу. Они су изнајмили служавку по имену Јулија Велај, која је постала највећи обожавалац Камијевих дела и његова целоживотна сапутница и имали су шесторо деце.

### Тежња за независношћу
Онерасположени са оштром критиком званичних изложби 1874. године Писаро и Моне организовали су независне изложбе на којима су касније учествовали многи авангардни уметници Реноар, Сисле, Дега, Сезан и други. Прве изложбе су се сусрели са оштрим критикама и први пут је уведен појам „импресионизма“ као увредљиви назив за слику а затим и правац чији припадници су се тешко доживели признања за њиховог живота. Писаро се обрео у средишту импресионистичког покрета. На седмој изложби импресиониста, 1882. године, Писаро је изложио низ слика са темом сељака, које су изазвале одушевљење код критичара и писца Ј. К. Уисманса. И Дега је био задивљен Писароовим сељацима.

### Експерименти
Камиј Писаро је експериментисао са теоријом светла и студирао је утицај светла, климе и годишњих доба, доносио нове технике у уметности. Своја сазнања је спојио у нови стил који је остао као самосталан стил у импресионизму. Био је јако признат и као учитељ и постао је средиште групе сликара Реноара, Монеа, Дегаа, као и Сезана који су га поштовали и ценили његово сликарство и обраћали му се када би тражили извор за инспирацију.

### Слава на крају живота
У 74. години коначно је доживео уважавања које га је целога живота избегавало и његове слике се продају на аукцијама по већим ценама, а нова генерација га воли и прихвата. Он никада није изгубио способност да задржи одушевљење и љубав према природи, као и способност да захвати живот на платну са јасноћом и незаборавном љупкошћу.
Активни и продуктивни сликар је умро од тровања крви 1903. године у Ле Хавру у Француској.

## Галерија
Кликните на слику за њено повећање.
- Кестење у Осни, 1873.
- Жетва, 1876.
- Црвени кровови, 1877.
- Пејзаж, 1902.